# Пенчиков, Даниил Александрович
Даниил Александрович Пенчиков (род. 21 марта 1998, Санкт-Петербург) — российский футболист, защитник тульского «Арсенала».

## Биография
Начал заниматься футболом в четыре года в СДЮШОР «Зенит». Три раза включался в список лучших игроков города в своей возрастной группе, прошёл курс футбольного лагеря Plan Marcet в Барселоне. В 2016 году занял второе место в составе сборной Санкт-Петербурга на мемориале Гранаткина. В сезоне 2016/17 провёл 29 матчей в молодёжном первенстве за «Зенит». В сезонах 2017/18 — 2018/19 в 45 матчах первенства ФНЛ за
«Зенит-2» забил один гол. В феврале 2019 подписал 1,5-летний контракт с клубом ФНЛ «Томь» (по разным данным играл на правах аренды до конца сезона 2018/19 или до конца сезона 2019/20). В июле 2021 года перешёл в клуб — новичок РПЛ «Нижний Новгород» к главному тренеру Александру Кержакову, с которым работал в «Томи».